# Procurorul (film din 1976)
Procurorul (în engleză The Enforcer) este un film polițist thriller american din 1976, regizat de James Fargo, al treilea din seria Inspectorul Harry. Clint Eastwood interpretează rolul titular al inspectorului de la San Francisco Police Department "Dirty" Harry Callahan. Tyne Daly joacă rolul inspectorului Kate Moore și DeVeren Bookwalter pe cel al liderului terorist Bobby Maxwell.

## Rezumat
În Marin County, doi bărbați de la o companie de gaze sunt atrași într-o capcană de o femeie îmbrăcată sumar, într-un loc din Mill Valley, și uciși de Bobby Maxwell (DeVeren Bookwalter). Banda lui Maxwell, Forța Revoluționară a Poporului (PRSF), plănuiește să folosească uniformele și camionul bărbaților de la compania de gaze, ca parte a unei serii de crime care îi va face bogați pe membrii bandei.
Inspectorul Harry Callahan (Clint Eastwood) și partenerul său Frank DiGiorgio (John Mitchum) ajung la un magazin de băuturi alcoolice în care niște jefuitori au luat ostatici. Răufăcătorii cer o mașină cu un transmițător radio de poliție; inspectorul intră cu propria mașină în magazin și-i împușcă pe hoți.
Superiorul său, capitanul McKay (Bradford Dillman), îl mustră pe Callahan pentru "utilizarea excesivă a forței", rănirea ostaticilor și provocarea unor daune de 14.379 dolari la magazin și-l transferă temporar de la secția de Omucideri. În timp ce lucrează la secția de personal, Callahan participă la procesul de intervievare a unor noi inspectori și află că acțiunea pozitivă înseamnă că trei dintre noii inspectori vor fi femei, inclusiv Kate Moore (Tyne Daly), în ciuda experienței sale foarte limitate în lupta cu infractorii.
PRSF folosește camionul companiei de gaze pentru a fura rachete M72 LAW și alte arme dintr-un depozit. În cursul jafului, trei persoane sunt ucise: un agent de spază pe care Maxwell îl ucide pentru a-i lua cheile; DiGiorgio, pe care Maxwell îl înjunghie în spate după ce încearcă să oprească jaful atunci când a descoperit corpul gardianului, iar una dintre complicele lui Maxwell este împușcat accidental atunci când arma lui DiGiorgio se declanșează. Maxwell își ucide complicea cu arma lui DiGiorgio. Spre supărarea lui Callahan, Moore este noul său partener; ea pretinde că înțelege riscul, menționând că știe, că în afară de DiGiorgio, alți doi parteneri ai lui Callahan au murit. După ce a urmărit o demonstrație a armatei cu o rachetă LAW într-un poligon de tragere, ei se duc la Palatul de Justiție pentru a asista la autopsia agentului de pază ucis în jaf. La scurt timp după aceea, o bomba explodează în baie. Callahan și Moore îl urmăresc și-l capturează pe teroristul de la PRSF, Henry Lee Caldwell, și se întâlnesc apoi cu "Big" Ed Mustapha (Albert Popwell), liderul unui grup militant negru din care făcuse anterior parte atentatorul.
Deși Callahan face o înțelegere cu Mustapha pentru a obține informații, McKay îi arestează pe militanții negri ca autori ai crimelor săvârșite de PRSF. Furios, Callahan refuză să participe la o conferință de presă televizată, în care primarul îl va felicita pe el și pe Moore ("una dintre primele polițiste din toată țara") pentru rezolvarea cazului, iar McKay îl suspendă din funcție. Moore îl susține pe Callahan și-i câștigă respectul.
PRSF îl răpește pe primar într-o acțiune îndrăzneață, după un meci al Giants, apelând la o ambuscadă. Cu ajutorul lui Mustapha, Callahan și Moore localizează banda pe insula Alcatraz, unde ei se luptă cu răpitorii. Moore îl eliberează pe primar, dar Maxwell o ucide și pe ea în timp ce îi salva viața lui Callahan. El o răzbună pe Moore, ucigându-l pe Maxwell, cu o racheta LAW. Inspectorul nu este interesat de recunoștința primarului, revenind la cadavrul partenerei sale în timp ce sosește o echipă a poliției, împreună cu McKay.

## Distribuție
- Clint Eastwood - inspectorul SFPD Harry Callahan
- Tyne Daly - inspectorul Kate Moore
- Harry Guardino - lt. Al Bressler
- Bradford Dillman - căpitanul Jerome McKay
- John Mitchum - inspectorul Frank DiGiorgio
- DeVeren Bookwalter - Bobby Maxwell
- Albert Popwell - Big Ed Mustapha
- John Crawford - primarul
- Michael Cavanaugh - Lalo
- Jocelyn Jones - Miki
- Dick Durock - Karl
- M. G. Kelly - părintele John
- Kenneth Boyd - Abdul
- Joe Spano - hoțul (necreditat)

## Recepție

### Recenzii critice
Interpretarea lui Eastwood a fost apreciată în mod negativ de critici, el fiind numit "Cel mai prost actor al anului" de Harvard Lampoon și filmul fiind criticat pentru nivelul său de violență. Recenzia făcută în Variety a indicat faptul că filmul a fost o "copie uzată a lui Dirty Harry. ... Ar fi mai bine să se renunțe la următorul proiect după acest model".
Interpretarea lui Eastwood în cel de-al treilea film din serie a fost umbrită de aprecierile pozitive la adresa lui Daly, în rolul ei convingător ca femeie-polițist cu un caracter puternic, ceea ce a dus la acordarea ulterioară a unui rol similar și mult mai celebru, detectivul Mary Beth Lacey în serialul de televiziune Cagney și Lacey. Criticii de film de sex feminin i-au făcut lui Daly comentarii extrem de favorabile, Marjorie Rosen remarcând că Malpaso "a inventat o eroină de oțel" și Jean Hoelscher de la Hollywood Reporter l-a lăudat pe Eastwood pentru abandonarea ego-ul său în distribuirea unei actrițe puternică în filmul său.

### Performanță la box office
După lansarea sa în toamna anului 1976, Procurorul a fost un succes comercial major și a adus încasări totale de 46.236.000 $ în Statele Unite ale Americii, făcându-l al nouălea film ca încasări din 1976. Încasările obținute l-au făcut cel mai profitabil film din seria Inspectorul Harry până la lansarea, șapte ani mai târziu, a filmului Întoarcerea inspectorului Harry.